# Prix national de littérature de la Generalitat de Catalogne
Le Prix national de littérature de la Generalitat de Catalogne (nom original en catalan : Premi Nacional de Cultura de Literatura) est un prix littéraire créé en 1995, offert par la Généralité de Catalogne, et destiné à récompenser les artistes qui ont mis leur talent au service de la littérature catalane.

## Histoire
Les prix nationaux de Culture (dont celui de littérature) sont la distinction culturelle la plus importante de Catalogne. Le CoNCA, organisme créé par le parlement de Catalogne et constitué des personnalités importantes du secteur culturel, assume depuis 2009 la responsabilité de l'organisation du prix.
Les prix sont établis par le gouvernement catalan en 1982 et sont la suite des prix décernés entre 1932 et 1938. Selon le décret 72/1995 du 7 mars 1995, le prix doit être décerné chaque année à des personnes ou des organisations qui ont contribué de manière remarquable dans les domaines culturels représentés par chacune des catégories du prix, lors de l'année précédent la célébration. Les catégories de ces prix sont : architecture et l'espace public, arts visuels, audiovisuel, cinéma, cirque, bande-dessinée, culture populaire, danse, design, musique, patrimoine culturel, culture scientifique, projection sociale de la langue catalane, théâtre et littérature, ainsi que pour l'ensemble de l'œuvre d'une personne.
Le jury qui décerne le prix, doté de 18 000 euros, est présidé par le ministre de la Culture de la Generalitat de Catalogne et sa remise a lieu lors d'une cérémonie présidée par le Président de la Généralité de Catalogne en septembre.

## Lauréats
| Édition | Année | Écrivain récompensé                                                |
| ------- | ----- | ------------------------------------------------------------------ |
| 1e      | 1995  | Joan Perucho (es)                                                  |
| 2e      | 1996  | Josep Palau i Fabre                                                |
| 3e      | 1997  | Pere Gimferrer                                                     |
| 4e      | 1998  | Miquel Martí i Pol                                                 |
| 5e      | 1999  | Jordi Pere Cerdà                                                   |
| 6e      | 2000  | Quim Monzó                                                         |
| 7e      | 2001  | Carme Riera                                                        |
| 8e      | 2002  | Baltasar Porcel                                                    |
| 9e      | 2003  | Marius Sampere                                                     |
| 10e     | 2004  | Emili Teixidor                                                     |
| 11e     | 2005  | Toni Sala (ca)                                                     |
| 12e     | 2006  | Biel Mesquida                                                      |
| 13e     | 2007  | Francesc Serés                                                     |
| 14e     | 2008  | Joan Margarit i Consarnau                                          |
| 15e     | 2009  | Jaume Pòrtulas                                                     |
| 16e     | 2010  | Miquel de Palol                                                    |
| 17e     | 2011  | Marta Pessarrodona i Artigues (ca)                                 |
| 18e     | 2012  | Enric Casasses                                                     |
| 19e     | 2013  | Eduardo Mendoza                                                    |
| 20e     | 2014  | Vicenç Pagès Jordà                                                 |
| 21e     | 2015  | Francesc Parcerisas (es)                                           |
| 22e     | 2016  | Enrique Vila-Matas                                                 |
| 23e     | 2017  | Joan Francesc Mira                                                 |
| 24e     | 2018  | - Valentí Puig i Mas (ca) - Jordi Pàmias i Grau (ca)               |
| 25e     | 2019  | - Maria Bohigas Sales (ca) (éditrice et traductrice) - Jaume Cabré |